# Ваганово (Челябинская область)
Вага́ново — село в Октябрьском районе Челябинской области России. Входит в состав Никольского сельского поселения.

## География
Село находится на востоке Челябинской области, в лесостепной зоне, на восточном берегу озера Лебяжье, на расстоянии примерно 26 км (по прямой) к северо-западу от села Октябрьское, административного центра района. Абсолютная высота — 193 м над уровнем моря.

## Население
| 2002 | 2010 |
| ---- | ---- |
| 591  | ↘406 |

Гендерный состав
По данным Всероссийской переписи населения 2010 года, в гендерной структуре населения мужчины составляли 44,6 %, женщины — соответственно 55,4 %.
Национальный состав
Согласно результатам переписи 2002 года, в национальной структуре населения русские составляли 93 %.

## Улицы
| - ул. 1 Мая, - ул. Восточная, - ул. Колхозная, - ул. Крестьянская, | - ул. Молодёжная, - ул. Советская, - ул. Солнечная. |